# سمولنیتسه
سمولنیتسه (به چکی: Smolnice) یک منطقهٔ مسکونی در جمهوری چک است که در ناحیه لوونی واقع شده‌است. سمولنیتسه ۷٫۷۶ کیلومتر مربع مساحت و ۳۸۷ نفر جمعیت دارد و ۳۲۵ متر بالاتر از سطح دریا واقع شده‌است.